# L'ultimo treno da Vienna
L'ultimo treno da Vienna (Miracle of the White Stallions) è un film del 1963 diretto da Arthur Hiller.
Prodotto dalla Walt Disney Productions, narra le vicende realmente accadute verso la fine della seconda guerra mondiale, che hanno consentito di salvare i cavalli di razza lipizzana della scuola di equitazione spagnola di Vienna.

## Trama
Vienna, primavera 1945. La città è sotto il bombardamento delle truppe Alleate in avvicinamento. Il direttore della "Scuola di Equitazione Spagnola", il Colonnello Alois Podhajsky è preoccupato per la sorte degli stalloni Lipizzani. Contravvenendo alle disposizioni dei superiori nazisti, riesce a portare i cavalli in zona sicura: il castello di Sankt Martin im Mühlkreis, in Alta Austria. All'arrivo degli Americani, organizza una esibizione equestre per fare conoscere le qualità dei Lipizzani al generale Patton.
Chiede protezione per i propri stalloni e chiede di recuperare la mandria di cavalle e puledri, che si trova a Hostau, in Cecoslovacchia, territorio che sarà presto occupato dalle truppe sovietiche. Il generale Patton, avendo compreso il pericolo incombente per i cavalli, invia una colonna di carri armati per recuperarli e scortarli in territorio sicuro.
La razza Lipizzana è così salva, e può continuare produrre gli stalloni per la scuola di equitazione spagnola di Vienna.